# Albuca albucoides
Albuca albucoides là một loài thực vật có hoa trong họ Măng tây. Loài này được (Aiton) J.C.Manning & Goldblatt mô tả khoa học đầu tiên năm 2009.